# Piotr Gawryś
Piotr Gawryś (ur. 14 listopada 1955) – polski brydżysta, World Grand Master (WBF), European Grand Master oraz European Champion w kategorii open (EBL), Arcymistrz Światowy (PZBS), odznaczony srebrną odznaką PZBS (2006) zawodnik drużyny Ruch SA AZS PWR I Wrocław.
W 1984 był na czwartym miejscu plebiscytu Przeglądu Sportowego na najlepszego sportowca w Polsce.

## Wyniki brydżowe

### Rozgrywki krajowe
W rozgrywkach krajowych zdobywał następujące lokaty:
| Drużynowe mistrzostwa Polski | Drużynowe mistrzostwa Polski    | Drużynowe mistrzostwa Polski |
| Sezon                        | Drużyna                         | Pozycja                      |
| ---------------------------- | ------------------------------- | ---------------------------- |
| 2013/14                      | Ruch-AZS Politechnika Wrocław   | 1                            |
| 2012/13                      | Ruch-AZS Politechnika Wrocław   | 1                            |
| 2012/13                      | Asko-Tech Spójnia Warszawa      | 2                            |
| 2010/11                      | Ruch - AZS Politechnika Wrocław | 3                            |
| 2009/10                      | Auguri Warszawa                 | 1                            |
| 2008/09                      | Dworan-Jocker Oświęcim          | 1                            |
| 2005/06                      | Praterm Warszawa                | 3                            |
| 1996                         | UNTS Warszawa                   | 1                            |
| 1995                         | UNTS Warszawa                   | 3                            |
| 1994                         | UNTS Warszawa                   | 1                            |
| 1991/92                      | Czarni Słupsk                   | 1                            |
| 1990/91                      | Czarni Słupsk                   | 1                            |
| 1989/90                      | Czarni Słupsk                   | 2                            |
| 1988/89                      | Czarni Słupsk                   | 1                            |
| 1987/88                      | Czarni Słupsk                   | 1                            |
| 1986/87                      | Czarni Słupsk                   | 2                            |
| 1985/86                      | Czarni Słupsk                   | 1                            |
| 1984/85                      | Czarni Słupsk                   | 1                            |
| 1982/83                      | Czarni Słupsk                   | 3                            |
| 1981/82                      | Czarni Słupsk                   | 1                            |
| 1980/81                      | Czarni Słupsk                   | 3                            |

| Mistrzostwa Polski teamów | Mistrzostwa Polski teamów | Mistrzostwa Polski teamów | Mistrzostwa Polski teamów |
| Rok                       | Typ                       | Kategoria                 | Pozycja                   |
| ------------------------- | ------------------------- | ------------------------- | ------------------------- |
| 2014                      | Patton                    | Open                      | 3                         |
| 2012                      | Otwarte                   | Open                      | 3                         |
| 2006                      | Otwarte                   | Open                      | 2                         |
| 2001                      | IMP                       | Open                      | 1                         |
| 1987                      | IMP                       | Open                      | 1                         |
| 1985                      | IMP                       | Open                      | 2                         |
| 1983                      | IMP                       | Open                      | 2                         |

| Mistrzostwa Polski par | Mistrzostwa Polski par | Mistrzostwa Polski par | Mistrzostwa Polski par |
| Rok                    | Kategoria              | Partner                | Pozycja                |
| ---------------------- | ---------------------- | ---------------------- | ---------------------- |
| 2014                   | Open                   | Michał Klukowski       | 2                      |
| 2011                   | Open                   | Jacek Kalita           | 1                      |
| 1993                   | Open                   | Krzysztof Lasocki      | 1                      |
| 1984                   | Open                   | Henryk Wolny           | 1                      |
| 1976                   | Open                   | Krzysztof Moszczyński  | 1                      |

| Puchar Polski | Puchar Polski | Puchar Polski |
| Rok           | Drużyna       | Pozycja       |
| ------------- | ------------- | ------------- |
| 1983          | Czarni Słupsk | 1             |

### Olimpiady
W olimpiadach w zawodach teamów uzyskał następujące rezultaty:
| Olimpiady brydżowe. Zawody teamów | Olimpiady brydżowe. Zawody teamów | Olimpiady brydżowe. Zawody teamów | Olimpiady brydżowe. Zawody teamów | Olimpiady brydżowe. Zawody teamów | Olimpiady brydżowe. Zawody teamów |
| Rok                               | Miejsce                           | Zawody                            | Kategoria                         | Drużyna                           | Pozycja                           |
| --------------------------------- | --------------------------------- | --------------------------------- | --------------------------------- | --------------------------------- | --------------------------------- |
| 2000                              | Maastricht                        | 11. Olimpiada Brydżowa            | Miksty                            | e-Bridge                          | 1                                 |
| 1992                              | Salsomaggiore                     | 9. Olimpiada Teamów               | Open                              | Poland                            | 5                                 |
| 1988                              | Wenecja                           | 8. Olimpiada Teamów               | Open                              | Poland                            | 9                                 |
| 1984                              | Seattle                           | 7. Olimpiada Teamów               | Open                              | Poland                            | 1                                 |

### Zawody światowe
W światowych zawodach zdobył następujące lokaty:
| Mistrzostwa Świata. Konkurencja teamów | Mistrzostwa Świata. Konkurencja teamów | Mistrzostwa Świata. Konkurencja teamów  | Mistrzostwa Świata. Konkurencja teamów | Mistrzostwa Świata. Konkurencja teamów | Mistrzostwa Świata. Konkurencja teamów |
| Rok                                    | Miejsce                                | Zawody                                  | Kategoria                              | Drużyna                                | Pozycja                                |
| -------------------------------------- | -------------------------------------- | --------------------------------------- | -------------------------------------- | -------------------------------------- | -------------------------------------- |
| 2015                                   | Ćennaj                                 | 42. Mistrzostwa Świata Teamów           | Open                                   | Poland                                 | 1                                      |
| 2014                                   | Sanya                                  | 14. Seria Mistrzostw Świata             | Open                                   | Mazurkiewicz                           | 1                                      |
| 2011                                   | Veldhoven                              | 40. Mistrzostwa Świata Teamów           | Open                                   | Poland                                 | 14                                     |
| 2010                                   | Filadelfia                             | 13. Seria Mistrzostw Świata             | Open                                   | Zambonini                              | 33                                     |
| 2009                                   | São Paulo                              | 39 Mistrzostwa Świata Teamów            | Trans                                  | Apreo Logistic Poland                  | 2                                      |
| 2007                                   | Szanghaj                               | 38. Mistrzostwa Świata Teamów           | Open                                   | Poland                                 | 12                                     |
| 2006                                   | Werona                                 | 12. Mistrzostwa Świata                  | Open                                   | Mahaffey                               | 5                                      |
| 2005                                   | Estoril                                | 37. Mistrzostwa Świata Teamów           | Trans                                  | Schneider                              | 1                                      |
| 2003                                   | Monte Carlo                            | 36. Mistrzostwa Świata Teamów           | Open                                   | Poland                                 | 5                                      |
| 2002                                   | Montreal                               | 11. Mistrzostwa Świata                  | Open                                   | Kowalski                               | 5                                      |
| 2001                                   | Paryż                                  | 35. Mistrzostwa Świata Teamów           | Trans                                  | Energom                                | 43                                     |
| 1998                                   | Lille                                  | 10. Mistrzostwa Świata                  | Open                                   | Otvosi                                 | 65                                     |
| 1996                                   | Rodos                                  | 1. Mistrzostwa Świata Teamów Mikstowych | Miksty                                 | Garozzo                                | 30                                     |
| 1994                                   | Albuquerque                            | 9. Mistrzostwa Świata                   | Open                                   | Otvosi                                 | 2                                      |
| 1993                                   | Santiago                               | 31. Mistrzostwa Świata Teamów           | Open                                   | Poland                                 | 6                                      |
| 1991                                   | Jokohama                               | 30. Mistrzostwa Świata Teamów           | Open                                   | Poland                                 | 2                                      |
| 1990                                   | Genewa                                 | 8. Mistrzostwa Świata                   | Open                                   | Ostrowski                              | 5                                      |
| 1986                                   | Miami Beach                            | 7. Mistrzostwa Świata                   | Open                                   | Gawryś                                 | 18                                     |

| Mistrzostwa Świata. Konkurencja par | Mistrzostwa Świata. Konkurencja par | Mistrzostwa Świata. Konkurencja par | Mistrzostwa Świata. Konkurencja par | Mistrzostwa Świata. Konkurencja par | Mistrzostwa Świata. Konkurencja par |
| Rok                                 | Miejsce                             | Zawody                              | Kategoria                           | Partner                             | Pozycja                             |
| ----------------------------------- | ----------------------------------- | ----------------------------------- | ----------------------------------- | ----------------------------------- | ----------------------------------- |
| 2010                                | Filadelfia                          | 13. Mistrzostwa Świata              | Open                                | Piotr Tuszyński                     | 29                                  |
| 2006                                | Werona                              | 12. Mistrzostwa Świata              | Miksty                              | Ewa Harasimowicz                    | 158                                 |
| 2002                                | Montreal                            | 11. Mistrzostwa Świata              | Open                                | Krzysztof Jassem                    | 5                                   |
| 1998                                | Lille                               | 10. Mistrzostwa Świata              | Open                                | Marcin Leśniewski                   | 38                                  |
| 1990                                | Genewa                              | 8. Mistrzostwa Świata               | Open                                | Krzysztof Lasocki                   | 33                                  |
| 1982                                | Biarritz                            | 6. Mistrzostwa Świata               | Open                                | Marcin Leśniewski                   | 7                                   |

| Mistrzostwa Świata. Konkurencja indywidualna | Mistrzostwa Świata. Konkurencja indywidualna | Mistrzostwa Świata. Konkurencja indywidualna | Mistrzostwa Świata. Konkurencja indywidualna | Mistrzostwa Świata. Konkurencja indywidualna | Mistrzostwa Świata. Konkurencja indywidualna |
| Rok                                          | Miejsce                                      | Zawody                                       | Kategoria                                    | Pozycja                                      |                                              |
| -------------------------------------------- | -------------------------------------------- | -------------------------------------------- | -------------------------------------------- | -------------------------------------------- | -------------------------------------------- |
| 2004                                         | Werona                                       | 6. Indywidualne Mistrzostwa Świata           | Open                                         | 38                                           |                                              |
| 2000                                         | Ateny                                        | 5. Indywidualne Mistrzostwa Świata           | Open                                         | 2                                            |                                              |
| 1998                                         | Ajaccio                                      | 4. Indywidualne Mistrzostwa Świata           | Open                                         | 5                                            |                                              |
| 1996                                         | Paryż                                        | 3. Indywidualne Mistrzostwa Świata           | Open                                         | 41                                           |                                              |
| 1994                                         | Paryż                                        | 2. Indywidualne Mistrzostwa Świata           | Open                                         | 28                                           |                                              |
| 1992                                         | Paryż                                        | 1. Indywidualne Mistrzostwa Świata           | Open                                         | 1                                            |                                              |

### Zawody europejskie
W europejskich zawodach zdobył następujące lokaty:
| Zawody europejskie. Konkurencja teamów | Zawody europejskie. Konkurencja teamów | Zawody europejskie. Konkurencja teamów   | Zawody europejskie. Konkurencja teamów | Zawody europejskie. Konkurencja teamów | Zawody europejskie. Konkurencja teamów |
| Rok                                    | Miejsce                                | Zawody                                   | Kategoria                              | Drużyna                                | Pozycja                                |
| -------------------------------------- | -------------------------------------- | ---------------------------------------- | -------------------------------------- | -------------------------------------- | -------------------------------------- |
| 2013                                   | Opatija                                | 12. Puchar Europy                        | Open                                   | Ruch SA AZS Politechnika Wroclaw       | 3                                      |
| 2013                                   | Ostenda                                | 6. Otwarte Mistrzostwa Europy            | Open                                   | Mazurkiewicz                           | 1                                      |
| 2009                                   | San Remo                               | 4. Otwarte Mistrzostwa Europy            | Open                                   | Mahaffey                               | 83                                     |
| 2007                                   | Antalya                                | 3. Otwarte Mistrzostwa Europy            | Open                                   | Garsu Pasaulis                         | 9                                      |
| 2006                                   | Warszawa                               | 48. Mistrzostwa Europy Teamów            | Open                                   | Poland                                 | 6                                      |
| 2003                                   | Mentona                                | 1. Otwarte Mistrzostwa Europy            | Open                                   | Millner                                | 17                                     |
| 1998                                   | Akwizgran                              | 5. Mistrzostwa Europy Mikstów            | Miksty                                 | Kowalski                               | 46                                     |
| 1995                                   | Vilamoura                              | 42. Mistrzostwa Europy Teamów            | Open                                   | Poland                                 | 5                                      |
| 1993                                   | Mentona                                | 41. Mistrzostwa Europy Teamów            | Open                                   | Poland                                 | 1                                      |
| 1991                                   | Killarney                              | 40. Mistrzostwa Europy Teamów            | Open                                   | Poland                                 | 3                                      |
| 1985                                   | Salsomaggiore                          | 37. Mistrzostwa Europy Teamów            | Open                                   | Poland                                 | 8                                      |
| 1978                                   | Stirling                               | 6. Młodzieżowe Mistrzostwa Europy Teamów | Juniorzy                               | Poland                                 | 5                                      |
| 1976                                   | Lund                                   | 5. Młodzieżowe Mistrzostwa Europy Teamów | Juniorzy                               | Poland                                 | 4                                      |

| Zawody europejskie. Konkurencja par | Zawody europejskie. Konkurencja par | Zawody europejskie. Konkurencja par | Zawody europejskie. Konkurencja par | Zawody europejskie. Konkurencja par | Zawody europejskie. Konkurencja par |
| Rok                                 | Miejsce                             | Zawody                              | Kategoria                           | Partner                             | Pozycja                             |
| ----------------------------------- | ----------------------------------- | ----------------------------------- | ----------------------------------- | ----------------------------------- | ----------------------------------- |
| 2007                                | Antalya                             | 3. Otwarte Mistrzostwa Europy       | Open                                | Bartosz Chmurski                    | 18                                  |
| 1999                                | Warszawa                            | 10. Mistrzostwa Europy Par          | Open                                | Marcin Leśniewski                   | 358                                 |
| 1998                                | Akwizgran                           | 5. Mistrzostwa Europy Mikstów       | Mikst                               | Ewa Harasimowicz                    | 42                                  |
| 1997                                | Haga                                | 9. Mistrzostwa Europy Par           | Open                                | Krzysztof Lasocki                   | 51                                  |
| 1995                                | Rzym                                | 8. Mistrzostwa Europy Par           | Open                                | Krzysztof Lasocki                   | 1                                   |
| 1993                                | Bielefeld                           | 7. Mistrzostwa Europy Par           | Open                                | Krzysztof Lasocki                   | 25                                  |
| 1991                                | Montecatini                         | 6. Mistrzostwa Europy Par           | Open                                | Krzysztof Lasocki                   | 85                                  |
| 1989                                | Salsomaggiore                       | 5. Mistrzostwa Europy Par           | Open                                | Henryk Wolny                        | 116                                 |
| 1987                                | Paryż                               | 4. Mistrzostwa Europy Par           | Open                                | Marcin Leśniewski                   | 6                                   |
| 1980                                | Monte Carlo                         | 2. Mistrzostwa Europy Par           | Juniorzy                            | Piotr Tuszyński                     | 2                                   |
| 1976                                | Cannes                              | 1. Mistrzostwa Europy Par           | Juniorzy                            | Krzysztof Moszczyński               | 1                                   |

### Inne zawody
W innych zawodach zdobył następujące lokaty:
| Inne Zawody. Konkurencja teamów | Inne Zawody. Konkurencja teamów | Inne Zawody. Konkurencja teamów                        | Inne Zawody. Konkurencja teamów | Inne Zawody. Konkurencja teamów | Inne Zawody. Konkurencja teamów |
| Rok                             | Miejsce                         | Zawody                                                 | Kategoria                       | Drużyna                         | Pozycja                         |
| ------------------------------- | ------------------------------- | ------------------------------------------------------ | ------------------------------- | ------------------------------- | ------------------------------- |
| 2002                            | Houston                         | Spring Championships – Vanderbild Knockout Teams, 2002 | Open                            | -                               | 2                               |
| 2001                            | Kansas City                     | Spring Championships – Vanderbild Knockout Teams, 2001 | Open                            | -                               | 2                               |
| 2001                            | Las Vegas                       | Cavendisj Invitational. 2001                           | Open                            | -                               | 1                               |
| 2001                            | Jokohama                        | NEC Bridge Festival – Jokohama. 2001                   | Open                            | -                               | 1                               |
| 1998                            | Jokohama                        | NEC Bridge Festival – Jokohama. 1998                   | Open                            | -                               | 2                               |
| 1995                            | Las Vegas                       | Cavendisj Invitational. 1995                           | Open                            | -                               | 1                               |
| 1984                            | Malmö                           | Puchar Europy „Philip Morris” 1984                     | Open                            | Czarni Słupsk                   | 1                               |
| 1982                            | San Remo                        | Puchar Europy „Philip Morris” 1982                     | Open                            | Czarni Słupsk                   | 2                               |

| Inne zawody. Konkurencja par | Inne zawody. Konkurencja par | Inne zawody. Konkurencja par | Inne zawody. Konkurencja par | Inne zawody. Konkurencja par | Inne zawody. Konkurencja par |
| Rok                          | Miejsce                      | Zawody                       | Kategoria                    | Partner                      | Pozycja                      |
| ---------------------------- | ---------------------------- | ---------------------------- | ---------------------------- | ---------------------------- | ---------------------------- |
| 1990                         | Las Vegas                    | Cavendisj Invitational. 1990 | Open                         | Elyakin Shoufel              | 1                            |